# Thesea rigida
Thesea rigida är en korallart som först beskrevs av Thomson 1927.  Thesea rigida ingår i släktet Thesea och familjen Plexauridae. Inga underarter finns listade i Catalogue of Life.